# Tales of the 77th Bengal Lancers
 Tales of the 77th Bengal Lancers   est une série télévisée américaine en 26 épisodes.

## Synopsis
Il s'agit des aventures d'un régiment de cavalerie dans l'armée indienne britannique. Les principaux personnages sont des officiers. 

## Distribution
- Philip Carey : Lieutenant Michael Rhodes
- Warren Stevens : Lieutenant William Storm
- Patrick Whyte : Colonel Standish
- Michael Carr : Daffadar Noor Ali
- Lou Krugman : Mohammed Akbar
- Mel Welles : Manu Dass / Faziz
- Paul Picerni : Jaffar Kul Sidri / Latiff Faroze
- Abraham Sofaer : Balwant Dari
- Michael Ansara : ?
- Eva Gabor : Elana Corday
- Patric Knowles : Capitaine Neil Cheney
- John Dehner : Major Kevin McPherson
- Reginald Denny : Sir Bertram Cecil
- Patricia Morison : Tara
- Jean Byron : Katherine Cheney